# IRAS 23166+1655
IRAS 23166+1655 – spiralna mgławica uważana za mgławicę preplanetarną znajdująca się w konstelacji Pegaza. Została odkryta w zakresie promieniowania podczerwonego przez satelitę IRAS. Odległość do niej szacuje się na około 1 kiloparsek.

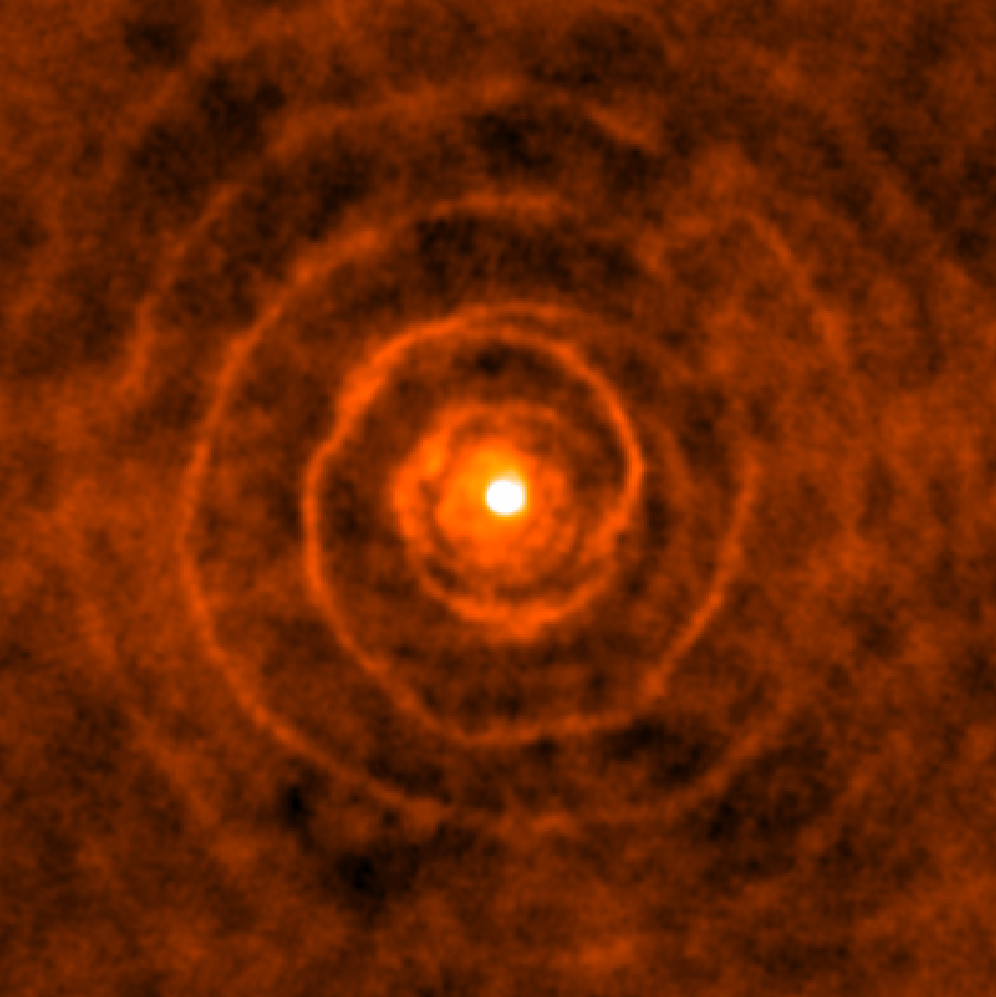
Obraz mgławicy zarejestrowany przez interferometr radiowy ALMA

IRAS 23166+1655 to bardzo nietypowa mgławica. Jest ona związana z gwiazdą węglową należącą do niewidocznego w świetle widzialnym układu podwójnego LL Pegasi (zwanego również AFGL 3068). Gwiazda ta pozbywa się zewnętrznych warstw swojej atmosfery, wchodząc w stadium mgławicy planetarnej. Nawijając wokół siebie z bezprecedensową regularnością cztery lub pięć warstw, mgławica tworzy olbrzymią spiralę rozciągającą się na około jedną trzecią roku świetlnego. Druga gwiazda jest gorętsza i bardziej niebieska. Układ LL Pegasi jest skryty za gęstymi chmurami pyłu i gazu, lecz widoczny jest w zakresie promieniowania podczerwonego. Odległość między składnikami wynosi około 109 au.
Tempo ekspansji gazu w spirali (50 000 km/h) wskazuje, że kolejne warstwy pojawiają się co 800 lat, co pokrywa się z okresem orbitalnym gwiazd układu LL Pegasi. Ponieważ mgławica ta tworzy się wokół niewidocznego w świetle widzialnym układu podwójnego, źródłem jej światła jest prawdopodobnie odbite światło pobliskich gwiazd.